# Nordstrand IF
Nordstrand Idrettsforening este un club sportiv din Nordstrand, Oslo, Norvegia. Clubul are secții de schi alpin, fotbal și handbal. Mai mult e cunoscut pentru echipa sa de fotbal. Culorile clubului sunt alb și albastru.

## Istoric
Clubul s-a fondat în anul 1919 prin fuziunea a alte două cluburi Skiklubben Freidig (fondat 1891) și Sportsklubben Grane (fondat 1893). Clubul consideră ca an de fondare - anul 1891. În 2009 el a încorporat și clubul vecin Ljan IF.

### Fotbal
Grane a fost un membru fondator al Asociației de Fotbal a Norvegiei, și a devenit prima echipă care a cucerit Cupa Norvegiei în anul 1902.